# Henriette Fauteux-Massé
Henriette Fauteux-Massé, née le 31 octobre 1924 à Coaticook et morte le 5 mars 2005 à Sainte-Adèle, est une peintre québécoise.

## Biographie
Henriette Fauteux-Massé étudie au Couvent de la Présentation de Marie à Granby (Québec). Elle y étudie l'art dramatique, le ballet et la peinture. C'est vers l'âge de 17 ans qu'elle décide d'orienter son art uniquement vers la peinture. De 1946 à 1948, elle va effectuer des voyages à New York afin de visiter des musées et y rencontrer des artistes. En 1951, elle va se rendre à Paris, à titre de Boursière de la province de Québec. Cette bourse va lui permettre d'étudier la peinture auprès d'André Lhote. De retour à Montréal, elle va exposer régulièrement dans les salons organisés par l'Art Association of Montreal ainsi que dans certaines galeries. De 1957 à 1960, elle est membre de l'Association des peintres non figuratifs.

## Expositions
- Salon de l'Académie royale des arts du Canada, 1943
- Salon du Printemps de l'Art Association of Montreal
- Palais des Beaux-arts, Paris, Association des femmes-peintres de Paris, 1951[1]
- Galerie Libre, Montréal, 1961[2]
- Galerie Camille Hébert, Montréal, 6 au 20 mars 1963[3]
- Exposition solo, Musée d'art contemporain de Montréal, 1966[4]
- Galerie d'art L'Apogée, Saint-Sauveur-des-Monts, 1970
- Galerie Georges-Dor, Longueuil, 1973
- Henriette Fauteux-Massé : l'oeuvre abstrait, Musée d'art contemporain des Laurentides, 2005

## Musées et collections publiques
- Galerie Leonard and Bina Ellen, Concordia University, Montréal, Québec
- Musée d'art contemporain de Montréal, Montréal
- Musée d'art contemporain des Laurentides, Saint-Jérôme (Québec)[5]
- Musée d'art de Joliette, Joliette (Québec)
- Musée des beaux-arts de Sherbrooke[6]
- Musée des beaux-arts du Canada, Ottawa
- Musée national des beaux-arts du Québec, Québec[7]